# Stauff (Unternehmen)
STAUFF ist der eingetragene Markenname einer Unternehmensgruppe, die sich auf die Entwicklung, Herstellung und den weltweiten Vertrieb von Fluidtechnik-Komponenten für den Maschinen- und Anlagenbau spezialisiert hat. Zu den Kernprodukten des Firmenverbundes gehören neben den als STAUFF Schellen bekannt gewordenen Rohr-, Schlauch- und Kabelschellen auch Messkupplungen und -geräte, Hydraulikfilter sowie weitere Komponenten für Hydraulikleitungen, -aggregate und -behälter.
Das Stammhaus von STAUFF bildet die Walter Stauffenberg GmbH & Co. KG mit Sitz in Werdohl (Nordrhein-Westfalen). In den angrenzenden Ortschaften Neuenrade und Plettenberg betreibt das Unternehmen ein vollautomatisches Logistikzentrum bzw. unterhält einen weiteren Produktionsstandort. Zur Unternehmensgruppe gehören darüber hinaus eigenständig agierende und rechtlich selbstständige Auslandsgesellschaften in 18 Ländern weltweit. Insgesamt beschäftigt das Unternehmen weltweit mehr als 1.500 Mitarbeiter.
Die Gesellschaften der STAUFF Unternehmen gehören zur LUKAD, einer von der Familie Menshen inhabergeführten Holding, die ihren Sitz ebenfalls in Werdohl (Nordrhein-Westfalen) hat.

## Geschichte
Anfang der 1930er Jahre entstand Stauffenberg und Frodenau, ein Handelsbetrieb für maschinentechnische Artikel. 1937 erfolgte die Umfirmierung in Walter Stauffenberg und zum Geschäftsmittelpunkt wurde die Herstellung und Reparatur von Federkernen für Matratzen. Während des Zweiten Weltkrieges wurde das Unternehmen geschlossen, bis Walter Stauffenberg am 20. August 1945 als Ein-Mann-Betrieb den Neuanfang unter gleichem Namen wagte. Der Unternehmensgründer selbst schied zum 4. Oktober 1955 als Inhaber des Unternehmens mit seinen sieben Beschäftigten aus und übergab die Geschäfte an die Nachfolgegeneration, die das Unternehmen in eine Lohndreherei für ortsansässige Produktionsbetriebe umwandelte. Die damit einhergehende Umfirmierung in Walter Stauffenberg KG gilt als das Gründungszeitpunkt des Unternehmens in seiner heutigen Form.
Nach Abschluss von Renovierungs- und Umbaumaßnahmen erfolgte Mitte 1963 der Umzug von Werdohl-Ütterlingsen in die Neustadtstraße 27 in Werdohl-Mitte. 20 Angestellte waren beim Unternehmen beschäftigt, als der Schrott- und Metallhändler Arnold Menshen das im von ihm vermieteten Gebäude ansässige Unternehmen mit Änderung des Handelsregistereintrags vom 23. Februar 1964 von seinem Schwiegervater, einem Neffen Walter Stauffenbergs, übernahm. Gefertigt wurden weitestgehend Drehteile für einen Hersteller von Hydraulikpumpen. In einem Anbau des Gebäudes in der Neustadtstraße begann kurz nach der Übernahme mit der Produktion von Rohrbefestigungen aus Holz. Das Ziel des Produktes bestand darin, die um die Hydraulikpumpen auftretenden Vibrationen zu dämpfen und so die Systeme vor Leckagen und kostenintensiven Ausfällen zu schützen. Eine typische Schelle, bestand aus zwei gegengleichen Hälften, die, nachdem man sie zusammenfügte und mittels zweier Schrauben fixierte, in der Mitte eine runde Öffnung im Durchmesser der zu befestigenden Hochdruckleitung hatte. Zu Schellen aus Holz und Metall gab es keine verlässlichen Alternativen, die diese Aufgabe hätten übernehmen können.
Der Einsatz direktgesteuerter Ventile mit Elektromagneten brachte das Produkt jedoch an die Grenze seiner Leistungsfähigkeit. Diese Ventile schlossen bei Betätigung schlagartig und der dadurch entstehende Rückschlag verursachte erhebliche Schwingungen und Geräusche. Selbst Schellen aus Pockholz waren nicht in der Lage, die Vibrationen der Hochdruckleitungen dauerhaft zu dämpfen. Durch den von Arnold Menshen initiativ geförderten Ansatz, Halterungsschellen in Blockform aus Polypropylen, einem bis dato von der Hydraulikindustrie kritisch betrachtetem Kunststoff, zu fertigen, ließen sich die Probleme jedoch in den Griff bekommen.
Rohr- und Schlauchschellen in einer mit der damaligen Art vergleichbaren Bauweise gehören noch heute zu den Kernprodukten der STAUFF Unternehmensgruppe. Ihre exakte Bauform ist seit Beginn der 1990er Jahre in der DIN-Norm DIN 3015 definiert.
1972 erfolgte die Gründung der ersten Auslandsgesellschaft in den Vereinigten Staaten. 1973 begann die Aufnahme der Produktion von Komponenten für den Aggregate-, Tank und Behälterbau. 1976 kam es zur Gründung der Auslandsgesellschaft in Australien, 1977 in Großbritannien und 1980 in Frankreich. 1982 begann man mit der Produktion von Messkupplungen und -schläuchen. 1983 erfolgte ein Umzug der Walter Stauffenberg KG an den heutigen Standort in Werdohl-Ehrenfeld. 1983 begann man mit der Aufnahme der Produktion von Hydraulikfiltern. 1989 kam es zur Umfirmierung von der Walter Stauffenberg KG zur Walter Stauffenberg GmbH & Co. KG.
1990 folgte eine Erweiterung der Produktionsflächen am Standort Werdohl-Ehrenfeld. 1994 war Gründung der Auslandsgesellschaft in China und 1995 der in Kanada. 1995 erfolgte eine Erweiterung der Lagerflächen am Standort Werdohl-Ehrenfeld. Im Jahr 2000 erfolgte die Gründung der Auslandsgesellschaft in Indien und Italien. 2002 war die Errichtung des Logistikzentrums am Standort Neuenrade-Küntrop und Erweiterung der Büroflächen am Standort Werdohl-Ehrenfeld. 2003 erfolgte die Gründung der Auslandsgesellschaften in Neuseeland, 2004 in Polen und Südkorea, 2005 in Russland und 2007 in Irland. 2004 begann man mit der Aufnahme der Produktion von Flanschverbindungen. 2011 war Gründung der Auslandsgesellschaften in Malaysia und der Ukraine, 2012 in Vietnam.
2012 erfolgte eine Erweiterung des Logistikzentrums am Standort Neuenrade-Küntrop, die Errichtung eines Technologie-Zentrums und der Produktionsflächen am Standort Werdohl-Ehrenfeld.
2013 wurde eine weitere Tochtergesellschaft des Unternehmens in Thailand eröffnet.
Im April 2015 wurde mit der Meinerzhagener Voswinkel GmbH ein Hersteller von Schnellverschlusskupplungen, Schlaucharmaturen und Rohrleitungen von der STAUFF Gruppe übernommen.

## Gesellschaften
Die Unternehmensgruppe STAUFF wird von einem flächendeckenden Händlernetzwerk sowie eigenen Produktions-, Vertriebs- und Logistikniederlassungen in derzeit 18 Ländern unterstützt. Folgende Gesellschaften zählen zur STAUFF Unternehmensgruppe:
Europa
- Walter Stauffenberg GmbH & Co. KG in Deutschland
- Voswinkel GmbH in Deutschland[5]
- STAUFF S.A.S. in Frankreich
- STAUFF Ireland Ltd. in Irland
- STAUFF Italia s.r.l in Italien
- STAUFF Polska Sp. z o.o. in Polen
- STAUFF LLC (OOO ШТАУФФ) in Russland
- STAUFF Ukraine LLC (ООО ШТАУФФ Украина) in der Ukraine
- STAUFF UK Ltd. in Großbritannien

Nordamerika
- STAUFF Canada Ltd. in Kanada
- STAUFF Corporation in den Vereinigten Staaten

Südamerika
- STAUFF Brasil Ltda. in Brasilien

Asien
- STAUFF China (西德福中国) in China
- STAUFF India Pvt. Ltd. in Indien
- STAUFF Korea Ltd. (스타우프 코리아) in Südkorea
- STAUFF South East Asia Sdn Bhd in Malaysia
- STAUFF Vietnam Ltd. (Công ty TNHH STAUFF Vietnam) in Vietnam
- STAUFF (Thailand) Co., Ltd. in Thailand

Ozeanien
- STAUFF Corporation Pty. Ltd. in Australien
- STAUFF Corporation (NZ) Ltd. in Neuseeland

## Produkte
Das Produktprogramm des Unternehmens besteht aus Fluidtechnik-Komponenten, die primär im Maschinen- und Anlagenbau eingesetzt werden:
- STAUFF Schellen aus Kunststoff, Stahl und Edelstahl (u. a. in Blockform nach DIN 3015) zur vibrations- und geräuschdämpfenden Befestigung von Rohren, Schläuchen, Kabeln und anderen Bauteilen
- Messkupplungen und -schläuche des Typs STAUFF Test für den Anschluss von Messgeräten zur Überwachung von Hydraulik- und Pneumatiksystemen
- Filtergehäuse und Austausch-Filterelemente für Hydraulik- und Schmierölanwendungen
- Analoge und digitale Messgeräte zur Überwachung von Hydrauliksystemen (Druck, Temperatur, Volumenstrom, Frequenzen und Drehzahl) sowie zur Zustands- und Verschmutzungsanalyse von Hydraulikflüssigkeiten
- Komponenten für den industriellen Aggregate-, Tank und Behälterbau
- Handbetätigte Ventile und Kugelhähne zum Drosseln und Absperren von gasförmigen und flüssigen Medien
- Flanschverbindungen nach SAE J518 C bzw. ISO 6162-1/2 und Zahnradpumpenflansche
- Rohrverschraubungen aus Stahl[7]
- Schlaucharmaturen[8]
- Schnellverschlusskupplungen[9]

STAUFF Produkte finden in Zweigen des Maschinen- und Anlagenbaus, wie der Industriehydraulik (Spritzgieß- und Werkzeugmaschinen), der Mobilhydraulik (Bau-, Land- und Forstmaschinen sowie Kommunalfahrzeuge), im Marine-Bereich (Schiffe, U-Boote, Öl- und Gasplattformen), der Energietechnik (Kraftwerke und Windenergieanlagen) sowie der Verfahrenstechnik und Lebensmittelindustrie Verwendung.